# Outande
| Outande |
| --- |
| I Harper's användes ordet outage första gången 1982. - Betydelse – att utan medgivande offentliggöra någons (sexuella) läggning, alternativt hemliga identitet eller situation - Bakgrund – engelskans to out [someone], outing - Historik – i engelsk skrift sedan 1982 (som outage), svensk skrift sedan 1996 - Olika ord – outande, outning |

Outande eller att outa (uttal: /'awta/, av engelskans out, outing) är att utan medgivande offentliggöra någon annans (sexuella) läggning. Det kan exempelvis gälla om denne/a är homosexuell, bisexuell eller transperson. Ett alternativt ord är outning.

## Användning
Ett outande handlar i regel om att utan medgivande outa någons sexuella identitet. Det kan jämföras med begreppet att komma ut, när någon själv avslöjar sin egen hemliga identitet (sexuell eller inte); detta senare kan även formuleras som "att outa sig själv".

### Överförd betydelse
På senare år användas det också i överförd bemärkelse för att beskriva offentliggörande av andra saker av personlig natur, även benämnt doxing. Det kan exempelvis gälla graviditet, religion, politisk åsikt eller något annat som personen i fråga vill hålla hemligt. Det används bland annat i idrottssammanhang, både om personlig information och andra, än så länge hemliga uppgifter.
I situationer där personer agerar anonymt eller under pseudonym kan outande även avse offentliggörande av en persons identitet utan dennes medgivande, även benämnt doxing.

## Etymologi
Begreppet outage med motsvarande betydelse är belagt i tryck i engelskan sedan 1982. I artikeln "Closets of power" i oktobernumret av Harper's Bazaar skrev Taylor Branch om homosexuella som kunde bli offer för en politisk taktik att offentliggöra deras identitet mot deras vilja. Ordformen outing dök för första gången upp i massmediesammanhang i Time 29 januari 1990 (artikeln "Forcing Gays Out of the Closet" av William A. Heny III).
I svensk skrift finns begreppet noterat sedan 1996.